# Xuân Lâm, Nghi Sơn
Xuân Lâm là một phường thuộc thị xã Nghi Sơn, tỉnh Thanh Hóa, Việt Nam.

## Địa lý
Phường Xuân Lâm nằm gần trung tâm thị xã Nghi Sơn, có vị trí địa lý:
- Phía đông giáp phường Bình Minh và phường Hải Bình
- Phía tây giáp phường Nguyên Bình và phường Trúc Lâm
- Phía nam giáp phường Trúc Lâm
- Phía bắc giáp phường Nguyên Bình.

Phường Xuân Lâm có diện tích 9,60 km², dân số năm 2019 là 10.799 người, mật độ dân số đạt 1.125 người/km².

## Lịch sử
Trước đây, Xuân Lâm là một xã thuộc huyện Tĩnh Gia.
Ngày 22 tháng 4 năm 2020, Ủy ban Thường vụ Quốc hội ban hành Nghị quyết số 933/NQ-UBTVQH14 về việc thành lập thị xã Nghi Sơn và các phường thuộc thị xã Nghi Sơn (nghị quyết có hiệu lực từ ngày 1 tháng 6 năm 2020). Theo đó, chuyển huyện Tĩnh Gia thành thị xã Nghi Sơn và thành lập phường Xuân Lâm trên cơ sở toàn bộ 9,60 km² diện tích tự nhiên và 10.799 người của xã Xuân Lâm.